# Massimiliano Mandia
Massimiliano Mandia (24 de enero de 1990) es un deportista italiano que compitió en tiro con arco, en la modalidad de arco recurvo. Ganó seis medallas en el Campeonato Europeo de Tiro con Arco en Sala entre los años 2010 y 2025.

## Palmarés internacional
| Campeonato Europeo en Sala | Campeonato Europeo en Sala | Campeonato Europeo en Sala | Campeonato Europeo en Sala |
| Año                        | Lugar                      | Medalla                    | Prueba                     |
| -------------------------- | -------------------------- | -------------------------- | -------------------------- |
| 2010                       | Poreč (Croacia)            | Medalla de oro             | Equipo                     |
| 2015                       | Koper (Eslovenia)          | Medalla de plata           | Individual                 |
| 2015                       | Koper (Eslovenia)          | Medalla de plata           | Equipo                     |
| 2017                       | Vittel (Francia)           | Medalla de oro             | Equipo                     |
| 2019                       | Samsun (Turquía)           | Medalla de oro             | Individual                 |
| 2025                       | Samsun (Turquía)           | Medalla de oro             | Equipo                     |